# 北极茴鱼
北极茴鱼（学名：Thymallus arcticus）为輻鰭魚綱鮭形目鮭科茴鱼属的鱼类，俗名花棒鱼、金鲫鱼、黑红鱼、斑鳟子。其种加词“arcticus”意为“北极的”。分布于向北到鄂霍次克海沿岸河流以及黑龙江、绥芬河、鸭绿江、额尔齐斯河等，属于冷水性鱼类，背部表面深紫色或藍色、藍灰色，側邊深藍色略帶桃色的彩虹色，腹面灰色到白色，背鰭大，嘴小，兩頷具有細齒，體長可達76公分。其常见于山区支流清冷水体，成群活動，以昆蟲等為食，可做為食用魚。该物种的模式产地在鄂毕河。

## 亚种
- 北极茴鱼指名亚种（学名：Thymallus arcticus arcticus），彼得·西蒙·帕拉斯于1776年命名。[2]
- 蒙大拿州北極茴魚（学名：Thymallus arcticus montanus）